# Patrick Mtiliga
Patrick Jan Mtiliga, född 28 januari 1981, är en dansk före detta fotbollsspelare. Han spelade under sin karriär för B.93, Feyenoord, Excelsior, NAC Breda, Málaga och FC Nordsjælland.

## Klubbkarriär
Den 4 augusti 2011 värvades Mtiliga av FC Nordsjælland. Vid slutet av 2017 valde han att avsluta sin fotbollskarriär.
Ett halvår efter att han avslutat sin fotbollskarriär blev Mtiliga anställd som sportchef i B.93.

## Landslagskarriär
Mtiliga var med i Danmarks trupp vid fotbolls-VM 2010.